# چو یو ری
چو یو ری (کره‌ای: 최유리؛ زادهٔ ۱۶ سپتامبر ۱۹۹۴) بازیکن فوتبال اهل کره جنوبی است.
وی همچنین در تیم‌های ملی فوتبال South Korea women's national under-20 football team و زنان کره جنوبی بازی کرده‌است.